# J
A J a latin ábécé tizedik, a magyar ábécé tizenhetedik betűje. Számítógépes használatban az ASCII kódjai: nagybetű – 74, kisbetű – 106. Ez az ábécé legfiatalabb tagja. Ez az egyetlen betű, amely nem szerepel a periódusos rendszerben. Azokon az alfanumerikus billentyűzeteken, ahol a QWERTY rendszert használják, az F mellett a J a másik alapbetű, ahonnan számított relatív helytől függ, melyik betűt, melyik ujjal ütik le.

## Története
Eredetileg az I/i betű variánsa volt; csak a 16. századtól kezdték megkülönböztető minőségben használni.

## Hangértéke
A magyarban ez a betű legtöbbször a palatális zöngés réshangot jelöli (például a jó, az íja vagy az új szavakban). Ritkábban e hang zöngétlen allofónját jelöljük vele (például az írj vagy a rakj szóban).
Ugyancsak a palatális zöngés réshangot jelöli a J betű a németben és számos nyugati szláv nyelvben. 
Néhány latin ábécét használó nyelvben azonban eltérő hangértékkel rendelkezik:
- a germán nyelvek közül angolban dzs;
- az újlatin nyelvek közül a franciában, katalánban, portugálban és a románban magyar zs; az okcitánban dzs, a spanyolban ch [x] (az olaszban csak dialektusokban fordul elő a magyaréval azonos hangértékkel);
- a törökben zs.

A magyar mássalhangzórendszer szempontjából vita tárgya, hogy ez a szegmentum (a beszéd bizonyos hosszúságú része) nem réshang (frikatíva), de nem is félmagánhangzó (siklóhang), hanem az l-hez és az r-hez hasonlóan nem-nazális mássalhangzós zengőhang, más néven likvida.
A mai magyar köznyelvben nincs különbség a j és az ly által jelölt hang ejtésében.

## Jelentései

### Fizika
- J: a joule mértékegység jele
- j: az áramsűrűség jele
- j: Az imaginárius egység (képzetes egység) jele olyan helyeken, ahol az i már foglalt jelölés (pl. áramerősségnek).

### Matematika
- Az i-t követő változó
- Az imaginárius egység (képzetes egység) jele olyan helyeken, ahol az i már foglalt jelölés.
- A kvaterniók jelölésénél a második képzetes egység.

### Egyéb
- j: a jobb rövidítése
- J: nemzetközi autójelként Japán jele.
- J: mosolygó emotikon/emoji (:) → ☺) hibás kódolással J-ként jelenhet meg, ha a szabványos Unicode kódolás (U+263A) helyett a Wingdings betűtípussal küldik (pl Microsoft Outlook). [3]